# دنتون وین
دنتون وین (انگلیسی: Denton Vane؛ ‏ ۱۸۹۰ – ۱۷ سپتامبر ۱۹۴۰) بازیگر اهل ایالات متحده آمریکا بود.
از فیلم‌هایی که وی در آن‌ها نقش داشته‌است، می‌توان به از یک قماش اشاره نمود.